# Олимпик Лилль
«Олимпи́к Лилль» (фр. Olympique Lillois) — бывший французский футбольный клуб из города Лилль, победитель первого Чемпионата Франции. «Олимпик» основан в 1902 году, в 1944 году объединился с другим клубом из Лилля «Фивом», в результате чего был образован «Лилль».

## История
«Олимпик Лилль» был основан в 1902 году в городе Лилль как футбольный клуб. Позже он был преобразован в спортивный клуб, охватывающий ведущие виды спорта: футбол, баскетбол и хоккей на траве. Команда выступала в красно-белых цветах. Прозвище клуба  — «доги», перешедшее в будущем «Лиллю».
В 1932 году команда получила профессиональный статус и приняла участие в первом розыгрыше чемпионата Франции по футболу. Первый матч на профессиональном уровне закончился для «Олимпика» сокрушительным поражением со счётом 0:7 от марсельского «Олимпика». Это не отразилось на настрое команды, и уже во втором туре первенства была одержана первая победа, была обыграна команда «Расинг» со счётом 4:1. Стоит отметить, что в этом сезоне «Олимпик» был самой бескомпромиссной командой, не сыграв вничью ни одной игры.
«Олимпик» благополучно закончил сезон на первом месте в своей группе, и ему предстоял финальный матч за звание чемпиона против клуба «Антиб», как победителя своей группы. Однако чуть раньше их заподозрили во взяточничестве и они были дисквалифицированы, их место занял футбольный клуб «Канн». Финальный матч прошёл в атакующем стиле, в котором больше преуспели футболисты «Олимпика». Итоговый счёт встречи 4:3 в их пользу.
Команда успешно участвовала в элитном дивизионе на протяжении 7 лет вплоть до Второй мировой войны.
В 1936 году они могли повторить свой предыдущий успех, но закончили чемпионат на втором месте, уступив «Расингу» всего 3 очка.
В 1939 году «Олимпик» дошёл до финала Кубка Франции, в котором им противостоял всё тот же «Расинг». Матч закончился со счётом 3:1 в пользу «Расинга».
В 1944 году клуб был объединён с другим городским клубом  — «Фивом». Это знаменовало окончание эры этих двух клубов, и в то же время, начало истории футбольного клуба «Лилль».

## Достижения
- Чемпионат Франции
  - Чемпион: 1932/33
  - Вице-чемпион: 1935/36
- Кубок Франции:
  - Финалист: 1938/39
- Чемпионат USFSA
  - Чемпион: 1914
- Чемпионат USFSA Nord
  - Чемпион: 1911, 1913, 1914
- Чемпионат DH Nord
  - Чемпион: 1921, 1922, 1929, 1931
- Кубок Пежо
  - Финалист: 1931